# Moritz Jellinek (Mediziner)
Moritz Jellinek (* 7. Juli 1829 in Neuraußnitz in Mähren; † 25. Jänner 1914 in Wien-Speising) war ein österreichischer Mediziner und Teilnehmer der Revolution 1848/49 sowie Unterstützer des ungarischen Freiheitskampfes.
Jellinek war ein Arzt in Wien, der im Revolutionsjahr 1848 sein Medizinstudium unterbrochen hatte, „um den Ungarn in der Bekämpfung des Rebellen Jellačić beizustehn“, wobei er schwer verwundet wurde. Eine verwandtschaftliche Beziehung zum gleichnamigen Moritz Jellinek, einem Mitglied der gleichfalls aus Mähren stammenden bedeutenden jüdischen Familie des Adolf Jellinek, das ebenfalls aktiven Anteil an der Revolution in Wien nahm, scheint nicht zu bestehen.
Der zwar begeisterte, doch über den Metternich’schen Despotismus empörte Monarchist hatte 1847 sein Medizinstudium an der Wiener Universität aufgenommen, war dann als Mitglied des Sicherheitsausschusses der Akademischen Legion ein Teilnehmer jener Abordnung, die den im Zusammenhang mit der Märzrevolution nach Innsbruck geflüchteten und am 12. August 1848 zurückkehrenden Kaiser Ferdinand feierlich wieder nach Wien einholte. Noch im selben Revolutionsjahr folgte er dem Aufruf zur Bildung eines Freikorps zur Unterstützung des ungarischen Freiheitskampfes und trat in die „erste Kompagnie“ der Wiener Elitelegion ein, mit der er als Leutnant unter General Józef Bem den siebenbürgischen Feldzug mitmachte. Bei Ihazy in der Nähe von Pápa im Komitat Veszprém lag der unter György Kmety, einem „Untergeneral“ von General Artúr Görgei, zum Oberleutnant Beförderte drei Tage lang mit durch russische Kartätschensplitter zerschmettertem Oberschenkel auf dem Schlachtfeld, ehe er gefunden wurde. Nach dem Feldzug denunzierte man ihn als Teilnehmer der ungarischen Revolution, doch General Franz von Schlik, der Kommandant von Mähren und Schlesien, schlug die Untersuchung nieder.
1850 konnte Jellinek dann sein Medizinstudium fortsetzen, das er 1855 mit der Promotion zum Dr. med. et chir. abschloss. Danach wirkte er als Arzt in Wien, bis er nach einem offenbar nicht sonderlich ereignisreichen Leben als einer der letzten überlebenden Ungarn-Legionäre aus dem Jahr 1848 vor Ausbruch des Ersten Weltkrieges verstarb.